# Luck (Adelsgeschlecht)

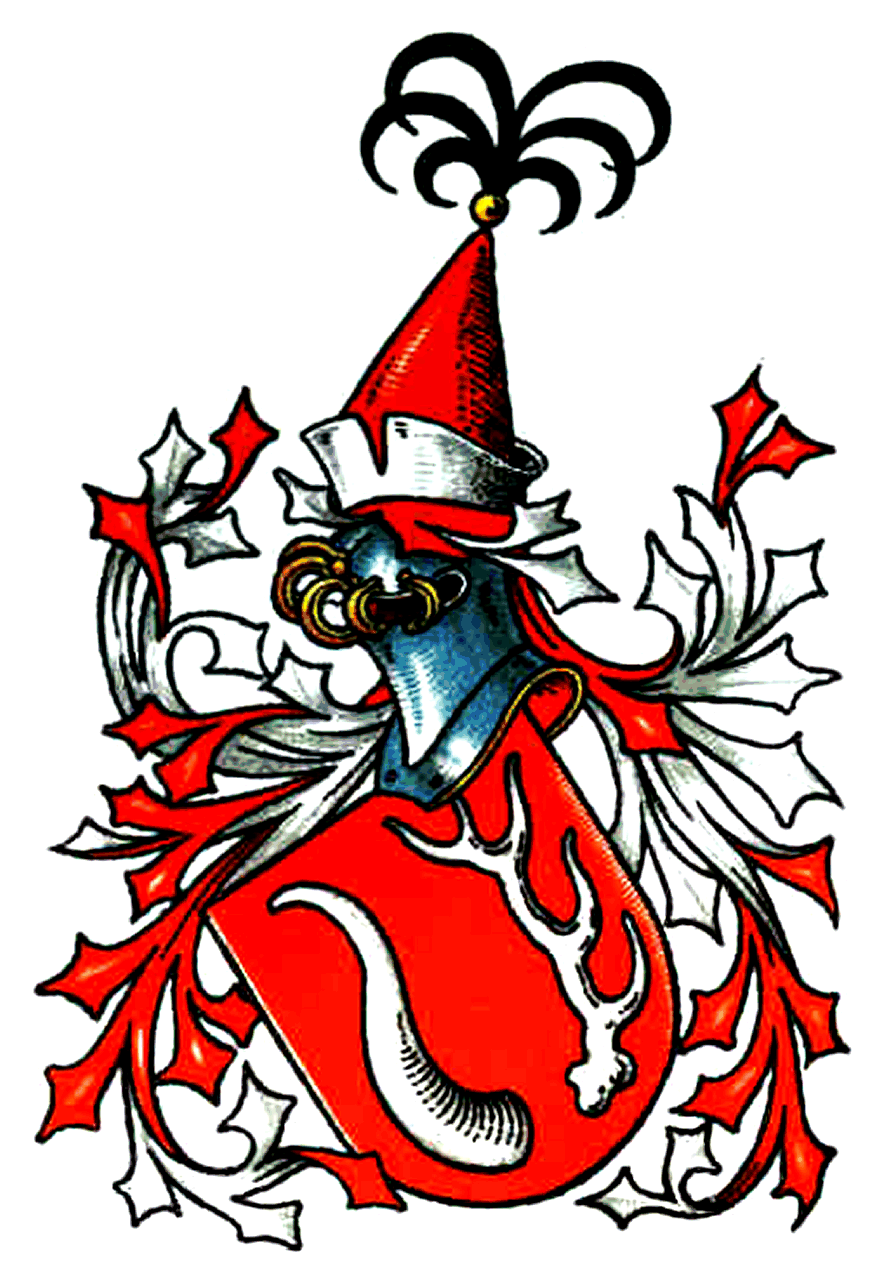
Wappen derer von Luck

Luck, auch Lucke, ist der Name eines bis heute existierenden Adelsgeschlechts des deutschen Uradels, das aus Schlesien stammt.
Es ist nicht zu verwechseln mit der briefadeligen Familie von Lucke anderen Wappens, die bäuerlichen Ursprungs ist und 1861, 1888 und 1908 in den preußischen Adelsstand erhoben wurde.

## Herkunft und Geschichte
Das Geschlecht stammt aus Niederschlesien, verbreitete sich aber schon früh über die Niederlausitz bis in die Neumark, wo der Ritter Albertus de Luge 1256 erscheint und 1257 die Stadt Landsberg an der Warthe gründet. Erster beurkundeter Geschlechtsangehöriger ist Thymo de Luccene, der 1253 in Guben als Zeuge auftritt. Zwischen 1290 und 1313 erscheint Johann von Luk als Gefolgsmann des Herzogs von Glogau.
Das Geschlecht teilte sich in den schlesischen Hauptstamm Salisch und den neumärkischen Stamm Muschten. Dabei nannten sich die Geschlechtsangehörigen seit der frühen Neuzeit teils von Luck, teils von Lucke, oft mit dem Zusatz des Namens ihres Gutes, z. B. Luck und Witten oder Lucke und Kursko.

## Wappen
In Rot rechts ein silbernes Büffelhorn, links eine silberne Hirschstange; auf dem Helm mit rot-silbernen Decken eine silber-gestulpte rote Tatarenmütze mit goldenem Knopf bestückt mit sechs schwarzen Hahnenfedern.

## Bekannte Familienmitglieder
- Albrecht von Lucke (* 1967), deutscher politischer Publizist
- Gottlob Sebastian von Lucke (1745–1762), deutscher Dichter
- Jörn von Lucke (* 1971), deutscher Wissenschaftler
- Christoph Georg von Luck  († 1766), preußischer Oberst
- Friedrich von Luck (1863–1939), Generalmajor
- Hans von Luck (Oberst) (1911–1997), deutscher Oberst
- Hans von Luck (General) (1775–1859), preußischer General, Ritter des Schwarzen Adlerordens
- Hans von Luck und Witten (1870–1937), Offizier
- Hermann Leopold von Luck und Salisch (1740–1813), preußischer Generalmajor
- Kaspar Fabian Gottlieb von Luck (1723–1797), Generalmajor
- Leopold von Luck (1740–1813), preußischer Generalmajor, Ritter des Ordens Pour le Mérite
- Ludolf von Luck (1817–1895), preußischer Politiker
- Ludolph Wilhelm von Luck (1742–1820), preußischer Landrat und Kammerpräsident
- Otto von Luck (1879–1918), deutscher Korvettenkapitän
- Philipp von Luck und Witten (1739–1803), preußischer Oberst, Ritter des Ordens Pour le Mérite
- Viktor von Luck (1842–1928), preußischer Politiker
- Wilhelm von Luck und Witten (1742–1820), Regierungspräsident in Kleve, Landrat in Züllichau